# Motzach
Motzach (früher: Riggersweiler, Rickersweiler) ist ein Gemeindeteil der bayerisch-schwäbischen Großen Kreisstadt Lindau (Bodensee).

## Geografie
Das Dorf liegt nördlich des Lindauer Stadtteils Oberreutin.

## Geschichte
Der heutige Ort wurde erstmals im Jahr 1356 als Riggoltswiller urkundlich erwähnt. Im Jahr 1449 kam erstmals der Name Motzen für einen oberhalb gelegenen Hof auf. Der Ortsname Riggersweiler stammt vom Personennamen Richger ab, der von Motzach vom Familiennamen Motz. Im Jahr 1573 wurde die Mahlmühle in Motzach erwähnt. Ab 1626 wurde der heutige Name Motzach verwendet. Motzach wurde am 1. Februar 1922 mit der Gemeinde Reutin nach Lindau eingemeindet. Im Jahr 1954 stellte die Tobelmühle am Wustbach, auch Brackmühle genannt, den Betrieb ein.

## Verkehr
Motzach ist ÖPNV durch den Stadtbus Lindau erschlossen.